# Bojan Nastić
Bojan Nastić (ur. 6 lipca 1994 we Vlasenicy) – bośniacki piłkarz grający na pozycji obrońcy w polskim klubie Wisła Płock.

## Kariera klubowa
Treningi piłki nożnej rozpoczął w lokalnym klubie FK Vlasenica. W 2009 podczas memoriału Stevana Nestičkiego zainteresował swoją grą działaczy Vojvodiny Nowy Sad i przeszedł do tego klubu. W pierwszej drużynie zadebiutował 7 kwietnia 2012 w przegranym 0:2 spotkaniu z FK Rad, a 30 lipca tegoż roku został oficjalnie włączony do pierwszego zespołu, podpisując czteroletni kontrakt. W sierpniu 2016 podpisał dwuletni kontrakt z KRC Genk z możliwością przedłużenia o kolejne dwa lata. W styczniu 2019 został wypożyczony do końca sezonu do KV Oostende z możliwością wykupienia po sezonie. We wrześniu 2019 podpisał kontrakt z BATE Borysów obowiązujący od sezonu 2020. W styczniu 2021 podpisał trzyipółletni kontrakt z Jagiellonii Białystok, z którą w sezonie 2023/2024 zdobył mistrzostwo Polski.

## Kariera reprezentacyjna
Był młodzieżowym reprezentantem Serbii, jednakże deklarował chęć reprezentowania Bośni i Hercegowiny. W maju 2018 otrzymał zezwolenie na zmianę reprezentacji i nieco ponad tydzień później został powołany do reprezentacji Bośni i Hercegowiny na mecze z Czarnogórą i Koreą Południową. 28 maja 2018 wystąpił w zakończonym bezbramkowym remisem spotkaniu z Czarnogórą, debiutując tym samym w reprezentacji.

## Sukcesy
Jagiellonia Białystok
- Mistrzostwo Polski: 
  -  2023/24